# Zeev Jabotinski
Zeev (Vladimir) Jabotinsky (în limba ebraică זאב ז'בוטינסקי, în limba rusă Зеэв (Владимир Евгеньевич) Жаботинский) (n. 18 octombrie 1880 Odesa (Imperiul Rus, azi în Ucraina - d. 4 august 1940 New York, S.U.A.) a fost un om politic și ideolog sionist de frunte, evreu originar din Odesa, scriitor și publicist în limbile ebraică și rusă, orator, soldat și fondator al Legiunii Evreiești în Primul Război Mondial. Inspirat de ideile liberalismului economic și filozofic european, a fost întemeietorul sionismului revizionist, aripa de dreapta a mișcării sioniste, de orientare naționalistă și pro-capitalistă. A trăit și a activat mai întâi în Imperiul Rus, apoi mai ales in Palestina și în vestul Europei. Contrariat de lăsarea Transiordaniei în afara regimului de mandat britanic asupra Palestinei, Jabotinski a continuat să susțină în anii 1920-30 dreptul la întemeierea unui stat evreiesc pe tot cuprinsul Palestinei istorice, pe amândouă maluri ale Iordanului.
Confruntat cu autoritățile mandatare britanice în Palestina, a fost nevoit să ia calea exilului și a murit în Statele Unite în anul 1940.  Văzând cu luciditate pericolul iminent al unei catastrofe a evreilor din Europa în urma ascensiunii Germaniei naziste, Jabotinski a depus mari eforturi de a convinge masele evreiești din Polonia și alte țări europene să emigreze în Palestina. După moartea sa, din cauza împotrivirii marelui său rival, David Ben Gurion, care a ajuns să-i realizeze visul de întemeiere a statului evreiesc Israel în Palestina, rămășițele sale pământești nu au putut fi aduse spre înhumare în Israel decât în 1964, prin hotărârea guvernului Levi Eshkol, care i-a conferit funeralii naționale pe Muntele Herzl din Ierusalim. 

## Anii copilăriei și adolescenței
Zeev Vladimir Jabotinski s-a născut în 1880 la Odesa, pe atunci capitala guberniei Herson, în Imperiul Rus, azi în Ucraina, ca mezinul dintre cei trei copii ale unei familii de evrei laici din pătura mijlocie. La naștere a fost înregistrat sub numele de Volf Evnovici Jabotinski. Odessa făcea parte din zona din imperiu permisă de regimul țarist pentru domicilierea permanentă a evreilor. Mama sa, Hava (Eva) născută Zak (Eva Markovna Zak,(1834 - 1926)) strănepoată a Maghidului din Dubna, provenea dintr-o familie înstărită din Berdicev. Tatăl, Evno (Yona) sau Evgheni Grigorievici Jabotinski, originar din localitatea ucraineană Nikopol, era funcționar al Societății Ruse de navigație și comerț, însărcinat cu cumpărarea și desfacerea grâului.
Primul fiu al familiei, Miron, a murit de copil, iar sora, Tereza (Tamara, Tania) Evghenievna Jabotinskaia-Kopp a fost întemeietoarea la Odesa a unei școli private de fete.
Când copilul a avut 5 ani, tatăl s-a îmbolnăvit și familia a plecat temporar în Germania pentru a-i găsi un tratament. La trecerea unui an, moartea tatălui a lăsat familia fără resurse. Vladimir și ai săi au revenit la Odesa, unde mama sa a deschis, pentru a-și câștiga existența, o papetărie. Personalitatea puternică și bagajul de cultură al mamei au avut o înrâurire deosebită asupra formării lui Jabotinski ca om și intelectual.
La 7 ani a fost trimis de mama sa să învețe la un gimnaziu rus, unde a fost primit cu greutate, din cauza politicii care limita admiterea de evrei. De la opt ani a început să învețe ebraica cu scriitorul Yehoshua Hana Ravnitzki. De mic a fost atras de literatură și limbi. A citit cu nesaț cărți nenumărate din literatura rusă și mondială și a compus poezii pentru gazeta școlii. În câțiva ani a ajuns să stăpânească bine, în afară de rusă, idiș și ebraică, și limbile engleză, germană și franceză. De asemenea a învățat italiana, latina, greaca veche și limba esperanto, în care a scris câteva poezii. Scriitorii săi favoriți erau Shakespeare, Pușkin și Lermontov. Odesa era în acea vreme un oraș foarte cosmopolit, locuit de numeroase etnii - ruși, evrei, ucraineni, greci,etc, și frecventat de numeroși negustori și vizitatori din străinătate.
La vârsta de 15 ani,fiind invitat în casa unuia din prietenii săi, Vladimir a cunoscut-o pe sora acestuia, Anna sau Yoanna Markovna Galperin, viitoarea sa soție. La 17 ani a început să traducă în rusă din poezia universală, inclusiv din versurile lui Edgar Allan Poe,pe care le-a tradus ulterior și în ebraică.

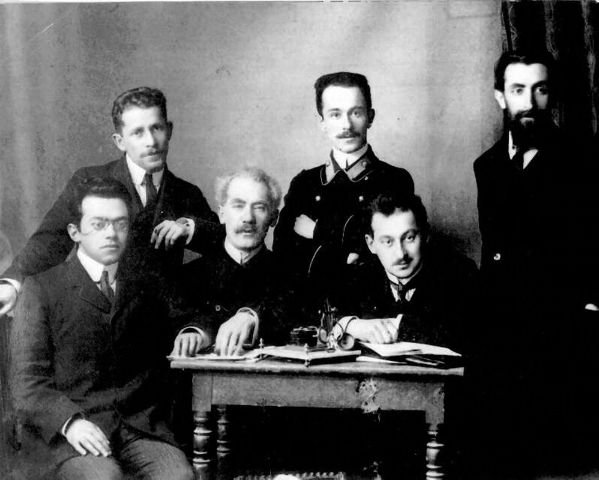
Comitetul de redacție al revistei evreiești „Rassviet” din Sankt Petersburg, în anul 1912. Șezând de la stânga la dreapta:Vladimir Zeev Jabotinski, Avraham Idelsohn și Max Mordehai Soloveicik, stând: Shlomo Gefstein, Alexander Goldstein și Arnold Zeidman

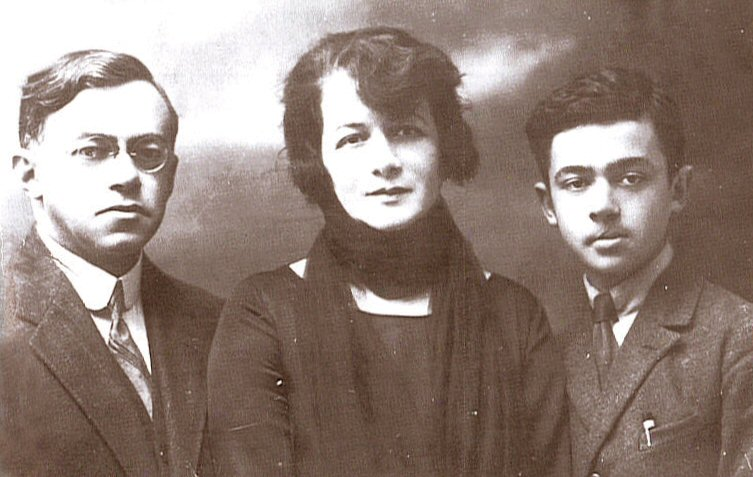
Jabotinski împreună cu soţia sa, Yoanna şi fiul său, Eri, la sfârşitul anilor 1920

În timpul studiilor liceale Jabotinski a fost un elev mediocru, și, la un moment dat, atras fiind de cariera de jurnalist, a hotărât să părăsească școala înainte de a da examenele de bacalaureat.Simțea că nu mai vrea să trăiască sub regimul represiv din Imperiul Rus.
Debutul în gazetărie l-a făcut în august 1897 când a publicat sub pseudonimul „Vladimir Illirici” în ziarul „Iujnoie Obozrenie”. Un model în activitatea sa de ziarist era foiletonistul Vlas Doroșevici.
Jabotinski trimisese traduceri de versuri mai multor redacții de ziare și reviste, însă majoritatea nu au ajuns să vadă lumina tiparului. Norocul i-a surâs când un poet rus a remarcat traducerea făcută de tânărul școlar poemului lui Poe, „Corbul”. și a trimis-o spre publicare ziarului „Odesski Listok”. Mai mult decât atât, la recomandarea poetului, ziarul l-a angajat pe Jabotinski și, ținând seama de cunoștintele lui în limbi străine l-a trimis în calitate de corespondent la Berna, în Elveția, precum și în Italia. De asemenea el a mai colaborat și cu ziarul „Odesskie novosti”.
Din copilărie Jabotinski a fost bun prieten cu scriitorul, poetul și ziaristul rus Kornei Ciukovski.În 1903 când Ciukovski a lucrat la Londra, Jabotinski a fost prezent la nunta acestuia cu Maria Goldfeld.

## Corespondent de presă și student în Elveția și Italia
În timpul șederii în Occident, Jabotinski a făcut studii juridice la Berna, și apoi la Roma.
În primul său drum spre Elveția, Jabotinski a trecut prin Galiția și Ungaria, unde a intrat pentru prima dată în contact cu lumea și mizeriile târgușoarelor, cartierelor și ghetourilor evreiești. Ajuns la Berna, s-a angrenat în viața mișcărilor studențești, în rândul cărora a cunoscut și numeroși studenți evrei. Mulți din colegi erau câștigați de ideile marxismului sau socialismului. O minoritate din rândul studenților evrei se apropiase de ideile sionismului. Jabotinski însuși mărturisise că atât în copilărie, cât și în anii de liceu fusese departe de tradiția și religia iudaică și asemenea multora din studenții aflați la Berna nu era foarte preocupat de semnificațiile discriminării evreilor.
La un moment dat, într-una din luările de cuvânt la o adunare a studenților s-a declarat sionist și a susținut că problema evreilor trebuie rezolvată în patria istorică, Palestina, înainte de a sfârși într-un măcel general în Exil (Galut). La mai puțin de 18 ani, el a scris la Berna în limba rusă prima sa poezie sionistă „Orașul Păcii” care a apărut ulterior la Odessa în gazeta „Voshod”.
În perioada șederii la Berna, s-a ferit de polemici cu studenții socialiști. Deoarece
îi displăcea atmosfera orașului și nici nu s-a concentrat în studiu, a primit cu bucurie propunerea gazetei sale de a fi corespondentul ei la Roma, având pentru aceasta recomandarea unuia din conferențiarii de la universitate.
Nici la Roma Jabotinski nu se simțea foarte pasionat de studiile de drept la Universitatea „Sapienza”, și își dedica o parte bună din timp jurnalisticii, literaturii, muzicii și artelor. Dintre profesorii săi de la universitate, o impresie deosebită au făcut, însă, asupra sa, concepția gânditorului marxist Antonio Labriola, după care voința individuală și eforturile colective ale oamenilor împing societatea înainte, precum și de criminologul, gânditorul monist antimaterialist Enrico Ferri, care susținea că succesul unei revoluții depinde de voința si entuziasmul oamenilor, și în sfârșit, filozoful liberal Benedetto Croce. Sub înrâurirea acestuia din urmă, și-a cristalizat Jabotinski la Roma și vederile sale democrat-liberale, inclusiv în domeniul economiei. Jabotinski a fost captivat de pilda mișcării revoluționare italiene a lui Garibaldi și Mazzini,care l-a influențat și ea, în concepția sa politică.
„Am o patrie spirituală, și aceea e Italia... toate vederile mele față de problemele naționale, stat și societate s-au cristalizat în anii în care m-am aflat sub influență italiană. Scrierile lui Mazzini, poezia lui Leopardi și a lui Carducci mi-au îmbogățit și adâncit sionismul meu superficial, au făcut din ceea ce era un simțământ instinctiv o concepție”
 (Autobiografie, p. 27-28)
La Roma Jabotinski a devenit corespondentul influentului ziar liberal „Odesskie Novosti
”, scriind sub pseudonimul Altalena. Când și-a ales acest pseudonim, crezuse că are sensul de „pârghie”,apoi a aflat că de fapt înseamnă „leagăn” sau „balansoar”. Reportajele sale, denumite „Scrisori italiene” compuse cu mult spirit, într-un stil lejer și precis,treceau în revistă pentru cititorul de limba rusă evenimentele vieții culturale din Italia dintre anii 1898-1901.

## Înapoi în Rusia
În anul 1901 Jabotinski a revenit la Odesa pentru a-și încheia acolo studiile și a-și face stagiul de avocat.
El a continuat să publice de două ori pe săptămână articole în „Odesskie Novosti”,
care i-au adus curând faima în rândurile intelectualității ruse ca unul din foiletoniștii cei mai talentați din sudul imperiului. În anul 1901 a fost pusă în scenă la Odesa piesa sa „Sânge”, o creație pacifistă antibritanică centrată pe evenimentele Războielor Burilor. Spectacolul s-a bucurat de o primire entuziastă în rândurile publicului și criticilor, dar a fost suspendată după numai două reprezentații, din ordinul autorităților țariste.
O a două piesă,„Ladno”, care ,însă, nu s-a bucurat de succes, atingea subiectul individualismului, sub inspirația filozofiei lui Hegel. În anul următor Jabotinski a publicat poemul „Sărmana Charlotte” despre Charlotte Corday, asasina lui Jean Paul Marat, lucrare care i-a adus consacrarea ca poet. Scriitorul Maksim Gorki a cumpărat și apoi difuzat o parte bună din edițiile acestui poem, temându-se de o eventuală confiscare a volumelor de către cenzură, sub pretextul incitării la teroare.
O parte din opera poetică, foiletoanele și articolele lui Jabotinski au fost publicate în culegeri separate in anii de dinaintea revoluției: de pildă «В студенческой богеме» („Despre boema studențească”) (dedicată vieții studențimii italiene), «Десять книг" (Zece cărți) și poemul menționat „Sărmana Charlotte”.
Scriitorul Alexandr Kuprin a salutat „talentul nativ" al tânărului Jabotinski, și după opinia sa, dacă acesta nu s-ar fi implicat atât în activitatea sionistă, ar fi avut șanse să devina unul din vârfurile literaturii ruse.
În aprilie 1902 Jabotinski a fost arestat, deoarece trezise suspiciuni împotriva sa prin opiniile sale individualiste și prin colaborarea cu articole la ziarul socialist italian „Avanti”. În închisoare a fost impresionat să constate numărul mare de evrei din rândurile deținuților politici, și a admirat pe tinerii militanți revoluționari și înaltul lor nivel moral.

## Trezirea conștiinței naționale
„Meseria mea e meseria unui zidar care străduiește la clădirea unui nou sanctuar zeului unic numit popor”
La începutul anului 1903 a avut loc la Dubăsari un caz (difuzat în presa antisemită basarabeană) de învinuire a evreilor locali de "omor ritual" al unui copil creștin. Aceasta a servit drept pretext pogromului din aprilie 1903 de la Chișinău), dar o organizare de auto apărare a împiedicat de la bun început în unele locuri încercări de tulburări contra evreilor. Când la Odesa s-au exprimat temeri de izbucnirea unor fenomene similare, Jabotinski s-a simțit revoltat de neputința și defetismul ce i-a cuprins, după pǎrerea sa, pe conducătorii evreilor. A trimis scrisori fruntașilor comunității, propunându-le înființarea de unități de auto-apărare evreiești. Astfel de detașamente puteau fi percepute întâi și întâi ca expresie a mândriei naționale și a nesupunerii în fața violențelor, mai mult decât o forță reală, într-o țară în care antisemitismul a primit din când în când încurajarea puterii și a forțelor de poliție. Lozinca sa era "mai bine să ai o armă și să nu ai nevoie să o folosești, decât să ai nevoie de o armă, și să nu o ai". Un alt apel în acel acelaș spirit era "Tineret evreu, învață să tragi cu pușca".
În acele zile a ajuns la urechile sale că, de fapt, chiar luase deja ființă la Odesa un asemenea detașament de autoapărare, din inițiativa organizației studenților evrei „Ierusalim” și s-a grăbit să se înroleze și el. Împreună cu Meir Dizengoff Jabotinski a acționat pentru strângerea de fonduri in vederea achiziționării de arme pentru această unitate.
Pogromul de la Chișinău din zilele de Paște 1903 i-a întǎrit convingerile sioniste. În 1904 a tradus din ebraică în rusă poemul lui Haim Nahman Bialik, „Orașul măcelului”, scris sub impresia acestui masacru. Emoțiile exprimate în traducere sunt atât de vii încât dau versiunii ruse a lui Jabotinski o notă lirică foarte personală. Jabotinski a precedat traducerea cu un preambul în versuri care a accentuat mesajul nevoii de eliberare națională.

## Activitatea literară și națională dinainte de 1914
În acești primi ani ai secolului al XX-lea Jabotinski s-a angajat cu toată energia în proiectul sionist. A publicat articole și broșuri, a străbătut imperiul în lung și în lat, vizitând organizațiile sioniste locale sau punând bazele unora noi în acele comunități unde încă nu existau. Pretutindeni, și-a pus în valoare talentul retoric și pe cel de om al scrisului, străduindu-se să combată ispita ideologiei socialiste și comuniste asimilaționiste și a celei bundiste autonomiste, care rivalizau cu cea sionistă în rândurile tinerilor evrei, frustrați de opresiunea țaristă.
A scris și o piesă de teatru, „Admat nehar” (Pământ străin) în care a profețit eșecul militantismului revoluționar din rândurile tinerilor evrei în rezolvarea problemei naționale a poporului lor.
După pogromurile din 1903 Jabotinski a întâlnit pe Bialik, precum și lideri ai sionismului din Rusia, ca Menahem Mendel Ussishkin (Usișkin) și Zeev Vladimir Tiomkin, și a fost ales ca delegat al sioniștilor din Odesa la al Șaselea Congres Sionist care s-a desfășurat la finele lui august 1913.
Acesta a fost ultimul congres sionist la care a participat Herzl, înainte de a muri. La acest congres Herzl a trebuit să se măsoare, fără succes, cu opoziția fermă mai ales a reprezentaților din răsăritul Europei față de planul Uganda, care prevedea, din lipsa de altă alternativă (accesul la Palestina fiind oprit de către autoritățile otomane), crearea, cel puțin temporar, a unui teritoriu național evreiesc pe teritorii care se aflau în Uganda și Kenya de astăzi. Planul Uganda a fost respins.
Jabotinski a rămas impresionat, însă, de personalitatea lui Herzl și s-a văzut, de atunci înainte, ca urmaș al căii ideologice acestuia.
„E de nedescris ce impresie enormă a făcut asupra mea Herzl, și eu nu mă complac cu ușurință în extazierea față de personalități. Nu țin minte ca cineva să mă fi „impresionat” așa în toate împrejurările vieții mele, nici înaintea lui și nici după el. Numai aici am simțit că în fața mea stătea alesul destinului, un vizionar și conducător din naștere,... și până în ziua de față mai îmi răsună în urechi glasul său, jurând în fața noastră. a tuturor: "De te voi uita Ierusalime...". M-am încrezut în jurământul său. Dar am votat împotriva sa, și nu știu de ce: „de aceea”. Acel „de aceea” care e mai valid decât o mie de argumente”
(în „Povestea zilelor mele”)
În anii următori Jabotinski a devenit cel mai însemnat gânditor și publicist sionist din Rusia. În urma unui incident cu poliția, fiind amenințat cu măsuri de pedeapsă administrativă, s-a mutat în 1904 de la Odesa la Sankt Petersburg, unde a colaborat la publicația „Rus”, semnând rubrica „Schițe fără titlu”. Ulterior a fost cooptat în redacția revistei evreiești în limba rusă „Rassviet (Zorile). Prin articolele sale consacrate actualității, fenomenelor vieții publice rusești ca și mișcărilor pentru eliberare națională din Europa, Jabotinski a apărat cu pasiune principiile libertății individului, și s-a impus ca unul din comentatorii politici de vârf din rândurile evreilor din Rusia. În acelaș timp a continuat să combată cu vehemență tendințele asimilaționiștilor și pe cele ale revoluționarilor de stânga, care se fereau să condamne măsurile antisemite ale regimului, pentru a nu fi identificați cu populația evreiască.
În 1905 Jabotinski s-a numărat printre fondatorii „Ligii pentru drepturile legale ale evreilor din Rusia”, fiind conducătorul aripii sioniste ale acestei organizații. Cu o platformă sionistă el a participat la alegerile din 1906 pentru Dumă, fără a reuși sa fie ales în parlament. În acelaș an Jabotinski a publicat cartea „Hahinuh haivrí” (Educația ebraică), în care a chemat la impunerea limbii ebraice în școlile evreiești, împotriva tendinței de rusificare. În ciuda eforturilor făcute în cursul unor lungi turnee de conferințe pe această temă, nu a găsit sprijin pentru propunerile sale în rândul conducerii oficiale ale mișcarii sioniste locale.
La conferințele ziariștilor evrei din Rusia, Jabotinski s-a situat în fruntea celor care au formulat revendicarea conferirii statutului de grup etnic independent evreilor din Imperiu. Într-o serie de articole, a propus ca soluție a problemei evreilor din Rusia obținerea unei autonomii naționale și ancorarea drepturilor lor în lege.
Ideile acestea au găsit ecou în hotărârea celei de-a III-a Conferințe a sioniștilor ruși de la Helsingfors (Helsinki) de la sfârșitul lui noiembrie 1906, care s-a pronunțat pentru ceea ce s-a numit  Acțiunea în prezent (Gegenwartsarbeit)  - însemnătatea acordării dreptului la autonomie națională evreilor, ca și altor grupuri etnice minoritare din Imperiul Rus - și în acelaș timp promovarea așezării de evrei în Palestina otomană. 
Problema antisemitismului, credea Jabotinski, nu o vor rezolva evreii prin recursul la argumente științifice sau prin încercări de auto-justificare, ci numai prin soluțiile sioniste. Procesul Beilis și alte cazuri de calomnii de omor ritual i-au servit argumentația.
Până în 1907 Jabotinski a mai făcut două încercări nereușite de a se face ales în parlamentul rus pe baza unui program politic sionist. I-a pus bețe în roate o coaliție de adversari evrei, asimilaționiști liberali și bundiști.
În anii 1908-1909, după revoluția Junilor Turci în care toate minoritățile Imperiului Otoman își puseseră speranțe de schimbare în bine, Jabotinski a fost trimis corespondent de presă la Istanbul. În aceasta perioadă a vizitat pentru întâia dată și Palestina.
În acelaș an, Organizația Sionistă a apelat la serviciile sale pentru a sta în fruntea unei campanii de informare pe care aceasta se pregătea să o lanseze în Imperiul Otoman. Au luat astfel ființă mai multe gazete sioniste în câteva limbi, care s-au aflat sub supravegherea lui Jabotinski. După mai multe acțiuni de informare și consultare cu factori diverși din rândurile minorităților și statelor europene, a rămas, în cele din urmă deziluzionat.
Întors în Rusia, și-a reluat munca de promovare a folosirii limbii ebraice în toate sferele vieții evreilor. În anul 1911 a creat editura „Turgman” (Traducătorul), în cadrul căreia a publicat traduceri în ebraică din marile creații ale literaturii universale. El însuși a tradus, între altele, din versurile lui Paul Verlaine, din opera lui Edmond Rostand, romanul „Spartacus”, și poemul „Corbul” de Edgar Allan Poe, traducere din anul 1913, care a rămas foarte apreciată până în zilele noastre.
În prefața la culegerea sa de traduceri, Jabotinski a subliniat: „Cel ce a tradus versurile adunate în culegerea de față, nu e poet, dar după părerea sa, noua noastră limbă poetică este ebraica sefarzilor; și chiar dacă rimele acestea, ale sale, au o mică valoare, această opinie a sa va învinge.”
În anul 1909 Jacobus Cohen, unul din conducătorii Comitetului Executiv Sionist, a publicat o carte în care a cerut Turciei crearea unei autonomii evreiești în Palestina. Jabotinski a considerat-o o declarație pripită și extremistă care nu va face decât să torpileze eforturile de convingere ale sioniștilor pe lângă liderii turci. Pe deasupra a văzut în acest text un exemplu de lipsă necugetată de pregătire și disciplină în modul de acțiune, ceea ce l-a făcut să-și dea demisia din funcția sa legată de raporturile cu Imperiul Otoman.
„Am primit cartea si m-am speriat.... Jacobus a cerut cu naivitate autonomie și autoguvernare evreiască... ba chiar și o armată evreiască... și toate acestea imediat și fără amânare: "sionism revizionist" avant la lettre!
a fost o ironie a soartei faptul ca eu și nu altcineva, m-am speriat de aceste idei”
Povestea vieții mele, pag. 80-81

Jabotinski a început în acea perioadă să perceapă marea discrepanță dintre viziunea sa și politica conducătorilor Organizației Sioniste. 
„Tânărului cititor nu-i va veni să creadă, când îi voi spune că „am fost silit” să mă lupt pentru idee, nu împotriva asimilaționiștilor, ci contra sioniștilor de seama mea”
 (Povestea vieții mele, pag. 85)
La al 11-lea Congres sionist, la 11 august 1913 s-a întrezărit, însă, o nouă speranță. S-a decis întemeierea unei Universități ebraice la Ierusalim, pentru moment, cu două facultăți. Jabotinski nădăjduia că aceasta va fi urmată de înființarea unor alte instituții de învățământ în ebraică în Diaspora. A fost numit în comisia însărcinată cu fondarea Universității și a pornit la drum în acest scop, pentru a strânge donații și a lega relații cu diverși oameni de știință evrei interesați.
El dorea foarte mult ca proiectul universității să fie extins la un număr mai mare de facultăți, care să poată atrage numeroși tineri evrei din lume. Dar înflăcărarea sa a trebuit curând să se potolească, deoarece proiectul inițial al universității a fost schimbat sub influența Dr. Haim Weizmann care dorea să obțină o mare donație din partea baronului Rothschild în scopul creării unui institut de cercetare științifică. Jabotinski a încercat să se împotrivească, dar, între timp, în 1914 a izbucnit Războiul mondial

## Înființarea regimentelor evreiești

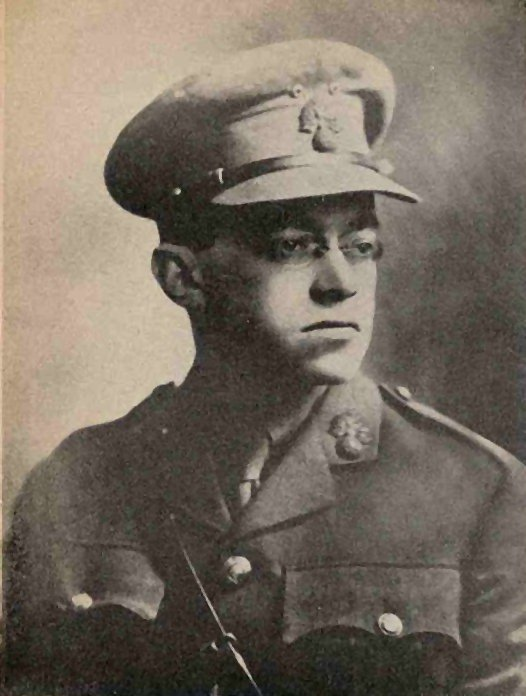
Ze'ev Jabotinsky, în uniforma de voluntar al "Legiunii ebraice" din cadrul armatei britanice în timpul Primului Război Mondial

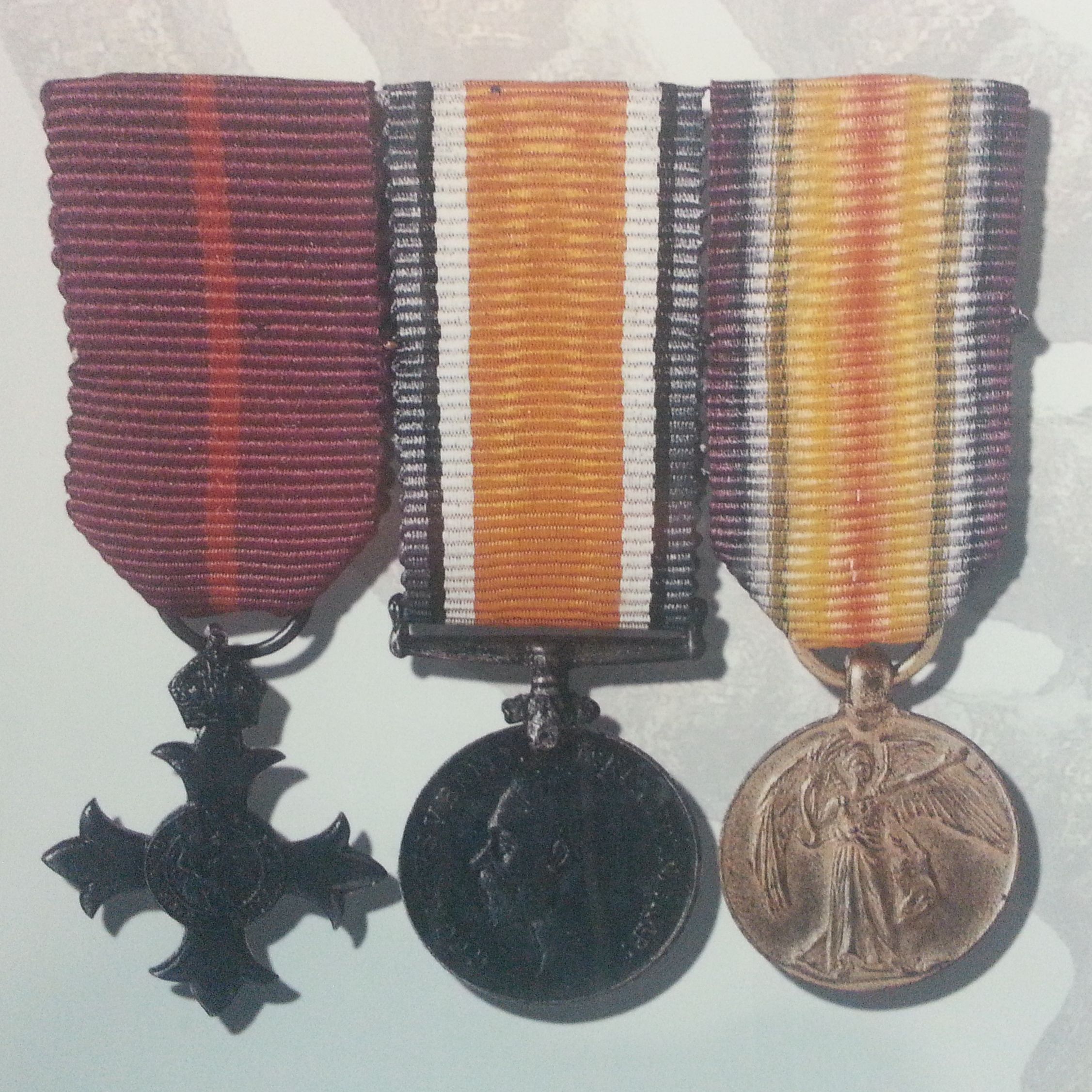
Decoraţiile militare ale lui Jabotinski, aflate la Institutul Jabotinski din Tel Aviv

În ianuarie 1912, într-un articol publicat în „Odesskie Novosti” Jabotinski a prezis „un război viitor în centrul Europei, între doua (sau mai multe) mari puteri civilizate, înarmate până în dinți cu toată nebunia grandioasă a echipamentelor tehnice contemporane, cu participarea forțelor  de uscat, submarine și aviatice, cu un număr incredibil de victime omenești”  
După izbucnirea conflagrației, Jabotinski a fost trimis, la propunerea sa, ca trimis special al cotidianului liberal moscovit „Russkaia Viedomost” în Europa apuseană, cu sediul la Paris, oraș pe care îl cunoștea prea bine din vizite îndelungi precedente. De îndată cu intrarea în război a Imperiului Otoman, el părăsi poziția neutră. După cum cunoscuse structura șubredă a Imperiului din vremea șederii la Constantinopol, era convins că destrămarea acestuia e numai o chestiune de timp și era de prevăzut că popoarele de sub autoritatea lui vor beneficia în curând de independență. Jabotinski era de părere că aspirațiile acestor popoare vor fi ascultate de puterile Antantei cu condiția participării lor la efortul de război. El credea că aspirațiile naționale ale evreilor în Palestina nu vor fi îndeplinite dacă ei se vor mulțumi doar cu participarea dispersată la armatele țărilor combatante (o parte din ei luptau,de fapt, și de partea adversă, în cadrul armatelor germană, austro-ungară și bulgară, ci doar dacă se vor înrola de partea Antantei și într-o formație militară regulată aparte.
Jabotinski a trecut prin nordul Africii în Egipt, ajungând în tabăra Gabari din Alexandria, unde ajunseseră refugiați evrei izgoniți de autoritățile otomane din Palestina. El s-a angajat aici în organizarea taberei și l-a întâlnit pe Yosef Trumpeldor, militant sionist cunoscut și fost veteran al armatei ruse. El prezentă lui Trumpeldor și absolvenților gimnaziului ebraic „Herzliya” din Tel Aviv, aflați printre refugiați, planurile sale de înființare a unei unități militare evreiești. După numeroase demersuri pe lângă autoritățile militare britanice din Egipt (în frunte cu generalul Sir John Grenfell Maxwell, 1859-1929), acestea au acceptat constituirea unui regiment evreiesc purtând numele bizar „Regimentul asirian evreiesc al conducătorilor de catâri”, dar care va fi cunoscut ca „Regimentul Sion al conducătorilor de catâri” (Zion Mule Corps - ZMC) în cadrul armatei Maiestății Sale. Jabotinski a fost cutremurat de numele și misiunea alese de britanici, dar Trumpeldor nu a ezitat și a urmat un antrenament rapid în logistica  cu ajutorul catârilor. Acest regiment, alcătuit din 650 de soldați - majoritatea evrei ruși și egipteni, precum și 750 catâri, a primit ca misiune aprovizionarea combatanților britanici din prima linie în Bătălia de la Galipoli.
Cu comanda regimentului a fost însărcinat colonelul John Henry Patterson (1867-1947), irlandez protestant și simpatizant al cauzei sioniste,  iar Trumpeldor a fost numit adjunctul său. Regimentul ZMC a funcționat pe frontul de la Galipoli vreme de circa 14 luni, după care a fost desființat. Jabotinski nu a făcut parte din el, ci a continuat eforturile pentru înființarea unei unități evreiești de soldați combatanți. El s-a întors în Italia, încercând să convingă pe oamenii politici italieni să sprijine propunerile sale, dar aceștia s-au abținut de a adopta o opinie fățișă. Văzând aceasta, a obținut o audiență la ministrul de externe al Franței, dar fără vreun rezultat. Singura speranță a rămas, din nou, Regatul Unit, care putea avea interese comune cu obiectivele sioniste. În 1917 el a sosit la Londra, dar Comitetul executiv sionist a opus veto inițiativei sale de creare a unei forțe militare evreiești, temându-se de represalii împotriva evreilor din Imperiul Otoman, inclusiv Palestina, și a cetățenilor evrei din țările Puterilor Centrale. În ciuda boicotului din partea forurilor conducătoare sioniste, Jabotinski s-a întâlnit cu primul ministru britanic Lloyd George și a expus în fața acestuia avantajele propunerilor sale.
În 1917 Jabotinski a publicat cartea Turcia și războiul, în care examina situația Imperiului Otoman și critica strategia britanică în războiul contra acestuia. Cum cabinetul de război britanic părea să accepte ideea unei Legiuni evreiești de combatanți, Jabotinski, împreună cu Trumpeldor și cu încă 120 veterani ai Mule Corps, care se dizolvase, susținuți de Patterson, s-au înrolat în ianuarie 1917 în plutonul 16, din batalionul 20 al regimentului britanic "London", urmărind să creeze un nucleu al viitoarei Legiuni evreiești. Și într-adevăr, în cele din urmă, ei au fost cooptați într-un batalion nou înființat, nr.38 de Pușcași ai Regelui (Royal Fusiliers). Jabotinski însuși a urmat un curs de sergenți și a ajuns să fie promovat la rangul de locotenent înainte de a fi trimis în august 1917 pe frontul din Palestina. După ce începuse ofensiva britanică în Palestina, în primăvara 1917, cabinetul de război de la Londra  britanic a dat aviz favorabil petiției lui Jabotinski și Trumpeldor, care s-au bucurat de sprijinul lui Leopold Amery (1873-1955), om politic liberal britanic și ofițer de informații, favorabil cauzei sioniste. Guvernul britanic a acceptat formarea, în total, a trei batalioane evreiești,nr.38, 39 și 40, care vor fi cunoscute ca Legiunea evreiască (Jewish Legion). Ele au luat parte la luptele din Palestina din anul 1918. De pe paginile jurnalului în limba idiș Unzere Tribune, pe care l-a creat în scop de propagandă, Jabotinski a chemat pe evreii buni de arme, să se înroleze în Legiunea evreiască.
În total s-au înrolat în ea 5520 evrei - din Palestina, Australia, Statele Unite (aceștia din urmă, în mare parte, imigranți din Imperiul Rus) și din unele țări europene.    
În așezările evreiești din Palestina, parțial ocupată de britanici, inclusiv la Ierusalim, Jabotinski a rostit cuvântări înflăcărate în favoarea înrolării în armata britanică. A fost un timp ofițer de legătură pe lângă comandamentul generalului Edmund Allenby (1861-1936) la Sarafand (Tzrifin), iar când, după căderea Ierusalimului, legiunea evreiască a primit ordinul de a intra în luptă, el a demisionat și i s-a alăturat. Jabotinski a luat parte la atacul asupra podului Umm al Shart, și la cucerirea acestuia din mâinile turcilor. Apoi a luat comanda primului batalion. care a apărat trecerea peste Iordan pâna la sosirea forțelor australiene. Batalioanele 38 și 39 au servit începând din iulie 1918 și au participat la bătălia de la Meggido din septembrie 1918, de asemenea au fost printre primele unități britanice care au pătruns în Transiordania.  
În anul 1919 el a trimis o scrisoare ministrului de război britanic, reamintindu-i promisiunea de a da unității militare evreiești un nume și un simbol evreiesc. Cu aprobarea autorităților britanice, rămășițele celor trei batalioane de evrei au fost unite într-unul singur denumit Rishon Bihudá (Primul în Iudeea), având drept simbol Menora, candelabrul evreiesc cu șapte brațe.
În continuare Jabotinski a îndeplinit funcția de ofițer la Statul major general britanic la Ierusalim. Văzând că politica comandamentului britanic nu ținea seama de aspirațiile și doleanțele voluntarilor evrei, Jabotinski a trimis scrisori de protest generalului Allenby și guvernului britanic, deși ca ofițer inferior, acest lucru nu era considerat cuviincios. Pe deasupra s-a declarat solidar cu nemulțumirea a 54 soldați evrei care nu fuseseră implicați, cum doriseră, în lupta efectivă pentru eliberarea Palestinei de sub ocupația otomană și din cauza protestelor lor, fuseseră acuzați de răzvrătire. Drept consecință și Jabotinski însuși a atras asupra sa măsuri de pedeapsă, fiind convocat la El Kantara pentru a fi eliberat din armata britanică. În fața protestelor sale adresate Ministerului de externe britanic, i s-a promis acordarea Ordinului Imperiului Britanic, dar Jabotinski l-a refuzat, continuând să protesteze.
Se apreciază ca în ciuda precedentelor de organizare în formațiuni de auto-apărare ale evreilor din Europa de est și a înființării de astfel de organizații de către evreii din Palestina - Bar Giora, Hashomer, Haganá -  crearea de unități militare regulate evreiești în cadrul Armatei britanice a adăugat o nouă dimensiune afirmării evreilor ca luptători pentru apărarea intereselor lor naționale și pentru apărarea așezărilor lor în Palestina.

## Auto-apărarea evreiască (Koah maghen) la Ierusalim

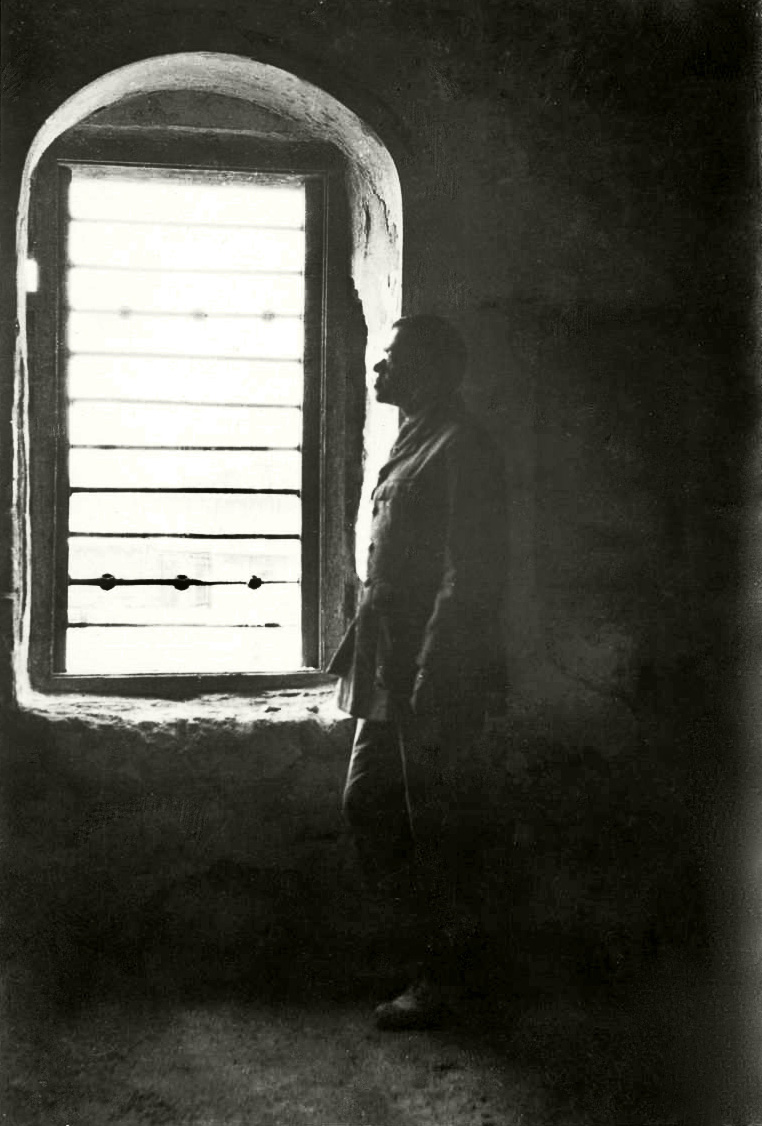
Zeev Jabotinski în închisoarea din Acra

Palestina a ieșit din războiul mondial, aflându-se sub regim militar britanic. Jabotinski s-a stabilit
cu familia la Ierusalim. După ce a fost eliberat din serviciul militar în armata britanică în septembrie 1919,
De pe coloanele ziarului „Haaretz” și-a exprimat părerea că administrația militară britanică din Ierusalim a adoptat o politică ostilă față de sioniști și față de evrei, încurajând acțiuni violente ale arabilor împotriva evreilor.
La începutul anului 1920 el a avertizat că în preajma sărbătorii musulmane Nabi Musa erau de așteptat acte violente din partea arabilor. Când a văzut că avertismentele sale sunt deșarte, a început, împreună cu Pinhas Rutenberg, să se ocupe în mod deschis cu antrenamentul militar a 600 tineri evrei, între care locuitori ai Ierusalimului și veterani ai „Legiunii evreiești”. Jabotinski a propus guvernământului militar britanic să recruteze evrei în poliție.
De sărbătoarea Nabi Musa și de Paștele evreiesc (Pesah),în aprilie 1920 au izbucnit tulburări antievreiești la Ierusalim. Jabotinski și organizația lui de auto-apărare a încercat să-i apere pe evreii din Orașul Vechi împotriva atacatorilor. La cererea conducerii arabe locale, britanicii au descins în birourile și locuințele conducerii sioniste, inclusiv ale lui Jabotinski și Haim Weizmann, în căutare de arme. La Jabotinski au găsit 3 puști,2 revolvere și 250 gloanțe. Jabotinski și încă 19 persoane au fost arestate sub acuzații false de jaf, încălcarea ordinii publice și viol.
Autoritățile au înființat o comisie de anchetă, care a aruncat răspunderea asupra Comisiei Sioniste pentru „acte provocatoare” față de arabi. Jabotinski a fost condamnat la 15 ani muncă silnică pentru posedare ilegală de arme. Tribunalul l-a acuzat de „bolșevism”, ideologie, care ar fi „pătruns în inima mișcării sioniste”. În închisoarea din Acra el a tradus în ebraică texte din Divina Comedie de Dante.
În urma protestului public general al populației evreiești în Palestina și în lume, care îl considera un fel de „Garibaldi evreu”, procesul a fost revizuit , iar pedeapsa i-a fost comutată la jumătate de an închisoare. Între timp administrația militară britanică a fost înlocuită de guvernul mandatar, conform mandatului primit de Marea Britanie din partea Ligii Națiunilor. Jabotinski a continuat din închisoare lupta sa politică și judiciară și avea de gând să facă apel la Consiliul militar suprem de la Londra. Primul Înalt Comisar britanic al Palestinei, Sir Herbert Samuel a preferat să pună capăt afacerii, și i-a amnestiat atât pe atacatorii arabi cât și pe Jabotinski și pe apărătorii evrei. Jabotinski nu a renunțat însă la lupta pentru deplina sa achitare, și a plecat în septembrie 1921 la Londra pentru a pleda cauza sa în fața Consiliului Militar suprem. În ciuda împotrivirii generalului Allenby, Consiliul a anulat sentința contra sa, și l-a achitat cu totul atât pe el, cât și pe tovarășii săi.

## Activitatea în cadrul Organizației Sioniste în anii 1921-1925
În timpul șederii la Londra și după întoarcerea în Palestina Jabotinski a continuat eforturile de creare a unei forțe militare a evreilor palestineni. După ce a stat în fruntea primele unități temporare de auto-apărare, el nu se vedea împăcat doar cu aceasta și aspira spre crearea unei forțe permanente și oficiale care să apere proiectul sionist si să ocrotească pe civilii evrei din Palestina în fața atacurilor și pogromurilor arabe. Fiind convins că Organizația Sionistă este forumul având influența necesară pentru crearea unei asemenea forțe, Jabotinski a început discuții în aceasta privință cu dr.Haim Weizmann.
În anul 1920 Jabotinski a fost ales în Adunarea deputaților a colectivității evreilor din Palestina. În anul următor el, Congresul sionist al 12-lea de la Karlovy Vary  (1-14 septembrie 1921), el a fost ales în consiliul executiv al Organizației Sioniste, și in Departamentul Politic al ei, cot la cot cu Haim Weizmann și Nahum Sokolov. A fost unul din întemeietorii Fondului evreiesc unit Keren Hayessod (United Jewish Appeal) și a fost directorul secției de propagandă al acestuia.
În forurile sioniste Jabotinski a condus împotrivirea față de înființarea unei forțe comune arabo-evreiești propusă de britanici. Pe de altă parte, Organizația Sionistă nu a acceptat poziția sa cu privire la înființarea unei forțe militare evreiești oficiale, ea susținând mai degrabă idea unei forțe evreiești subterane care să slujească numai la apărarea așezărilor evreiești. Argumentele împotriva propunerilor lui Jabotinski se bazau atât pe o concepție pacifistă și pe dorința de a promova prietenia cu arabii, cât și pe necesitatea de a recruta toată energia populației evreiești din Palestina la efortul de construcție și muncă, considerat prioritar față de "lipsa de productivitate" a unor soldați.
În cele din urmă, în calitatea de director la Fondul Evreiesc Unificat „Keren Hayesod”, Jabotinski a plecat în Statele Unite pentru a strânge donații în sprijinul proiectului sionist.
Din cauza implicării sale în trecut în crearea Regimentelor evreiești (Gdudim ivriyim) din Palestina s-a lovit însă de multă ostilitate, mai ales după acordul său cu naționaliștii ucraineni. La al 12-lea Congres sionist întrunit la Karlovy Vary, unii oponenți au pretins că poziția sa de susținere a Antantei în timpul Războiului mondial l-a făcut aliat cu guvernul antisemit al Rusiei țariste. La această acuzație, el a replicat, parafrazându-l pe Giuseppe Mazzini
„Mă străduiesc pentru Țara Israelului, și o voi face chiar dacă va trebui să mă aliez și cu dracul”
 
În zilele congresului, Maxim Slavinski, șeful delegației diplomatice a guvernului ucrainean în exil condus de Simon Petliura, lider considerat răspunzător de numeroase măceluri organizate de partizanii săi împotriva evreilor din Ucraina, i s-a adresat lui Jabotinski și i-a relatat că forțe militare ucrainene aflate în Polonia intenționează să revină în Ucraina și cu sprijinul Occidentului, să o elibereze de sub regimul comunist sovietic. Jabotinski a căzut la înțelegere cu Slavinski privind promovarea cu sprijin evreiesc și ucrainean a înființării unei miliții evreiești anexate la armata naționalistă ucraineană. Această miliție urma să asigure securitatea evreilor in Ucraina, dar, fără să participe la lupta antibolșevică. Acest acord privat nu a avut, până la urmă, nici o consecință, deoarece inițiativa ucraineană din Polonia nu a obținut sprijinul scontat în lume, și nici guvernul ucrainean în exil nu l-a confirmat.
Consimțământul lui Jabotinski de a negocia cu guvernul în exil al lui Petliura a provocat un val de consternare în rândul multor sioniști și a contribuit la scindarea mișcării sioniste.. Mai ales cercurile sioniste socialiste au reacționat cu vehemență la faptul că Jabotinski își ia prerogativa de a semna acorduri cu organizații străine și se implică în decizii politico-militare de acest gen. Jabotinski a replicat din Statele Unite, afirmând că s-a decis că filiale ale mișcării sioniste din Diaspora au mandatul de a acționa în probleme politice, după cum înțeleg de cuviință, și că acordul cu naționaliștii ucraineni urma să fie supus dezbaterii de către sioniștii din Rusia și Ucraina. O conferință a Organizației sioniștilor din Rusia și Ucraina a examinat subiectul și a ajuns la concluzia că acțiunile lui Jabotinski au avut un caracter neutru și că din partea ei, discuția afacerii poate fi considerată epuizată. Rivalii din rândurile sioniștilor socialiști nu au încetat disputa și au susținut că din pricina lui Jabotinski și a inițiativei sale, evreii au început să fie prigoniți de Rusia Sovietică și trimiși în Siberia.
De fapt, regimul sovietic scosese încă dinainte pe sioniști în afara legii și se putea pretinde că persecuțiile comuniste erau legate și de alianța sionismului cu Regatul Unit. Sioniștii socialiști au insistat ca afacerea să fie anchetată, dar încă înaintea creării unei comisii de anchetă, Jabotinski și-a dat demisia din Executiva Sionistă.

## Sciziunea:Sionismul revizionist

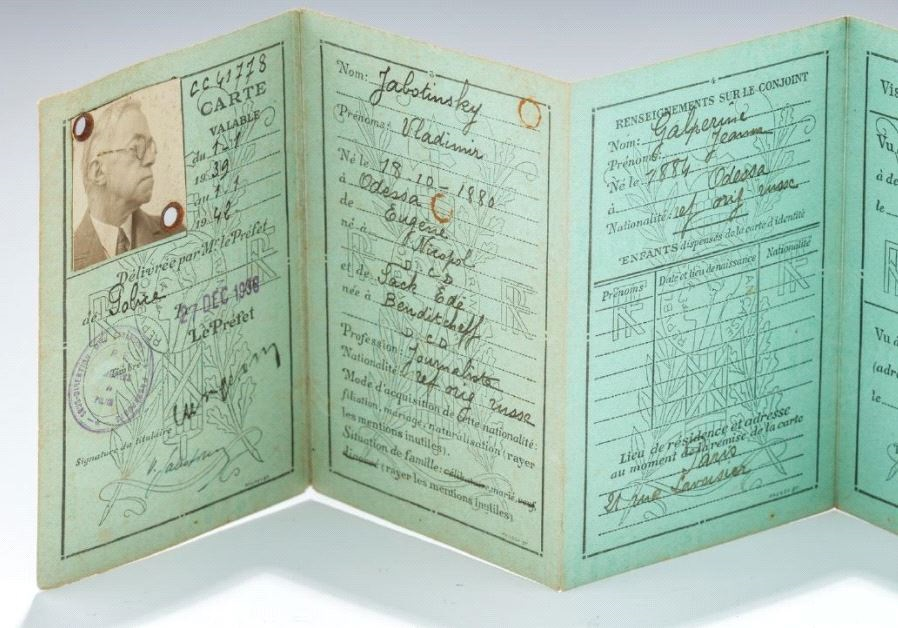
Cartea de identitate de străin a lui Jabotinski în Franța, 1938

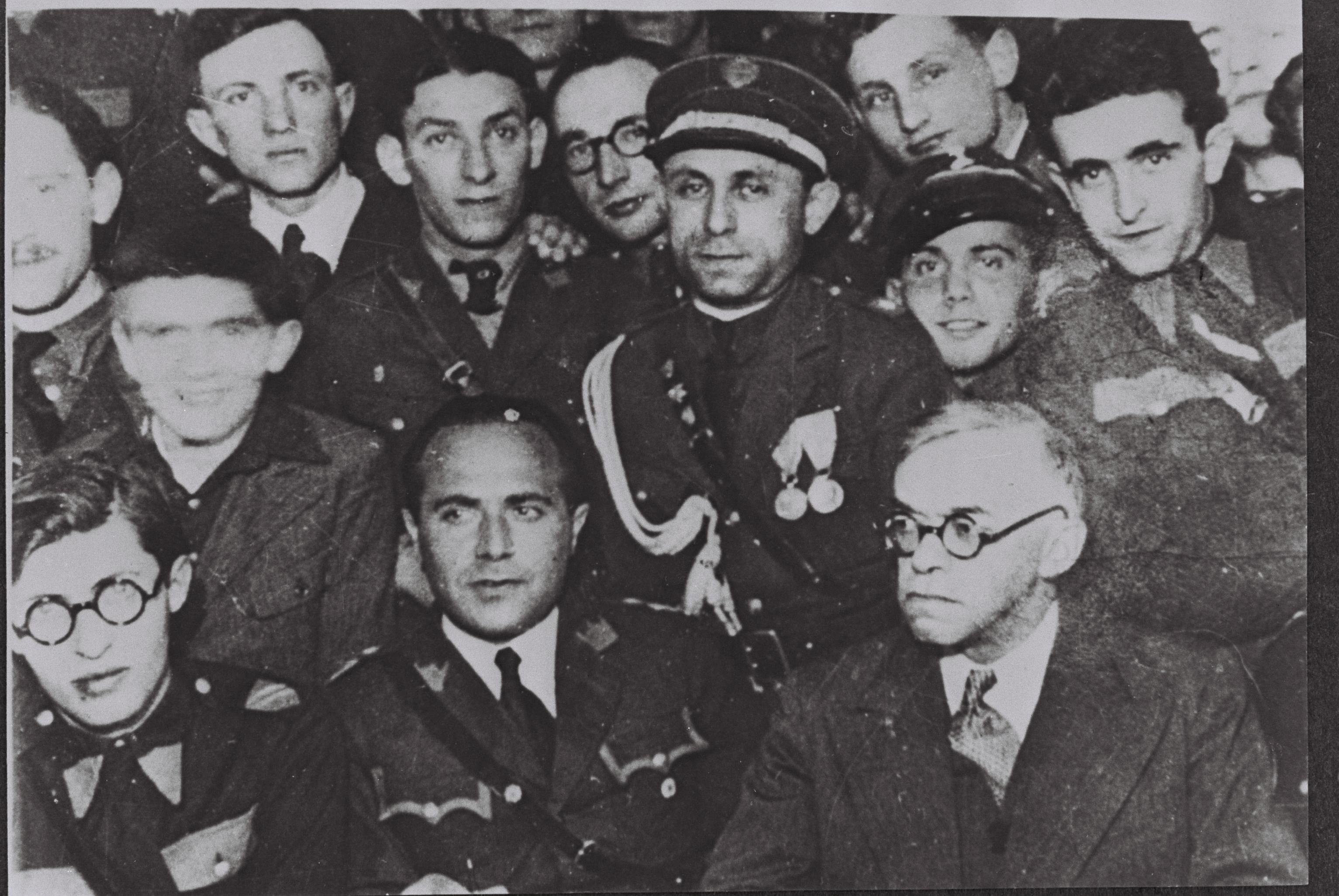
ca. 1939 - Jabotinski (în primul rând la dreapta) la o întâlnire cu conducătorii mișcării de tineret Betar la Varșovia.În primul rând la stânga - Menachem Beghin (cu ochelari)

Scandalul în jurul negocierii cu delegații ucraineni nu a fost principala cauză a acestei decizii a lui Jabotinski. În 1921, examinând politica Înaltului Comisar britanic Sir Herbert Samuel, Jabotinski a ajuns la concluzia că aceasta aduce pagube mari obiectivelor sioniste, și nu este diferită de cea administrației militare a lui Allenby. Regimul britanic în Palestina nu a luat față de partea arabă niciun fel de măsuri pentru a preveni tulburări antievreiești, din contră, au izbucnit altele noi. Și de data aceasta, ca să-i potolească pe arabi, regimul a găsit de cuviință să oprească imigrația evreilor. Comisia de anchetă Haycraft , convocată de administrația mandatară, a aruncat răspunderea și vina asupra părții evreiești. După ce a citit în S.U.A. raportul comisiei Haycraft, Jabotinski a scris la 24 noiembrie1921 o scrisoare în care cerea pe un ton ferm aplicarea hotărârii ultimului congres sionist în legătură cu trimiterea unei delegații la Înaltul Comisar pentru Palestina pentru ca acesta să anunțe schimbarea politicii actuale care leza proiectul sionist.
Întors în Palestina, Jabotinski și-a vizitat mama, care era bolnavă, s-a întâlnit în privat cu Samuel și a luat parte la mai multe ședințe ale conducerii sioniste din Ierusalim. În noiembrie 1921 a plecat la Londra și și-a expus obiecțiunile în fața conducerii sioniste de acolo. După opinia sa, linia politică sionistă, neconsecventă și slabă, era cea care dădea apă la moară sensului negativ luat de administrația britanică în Palestina. A cerut examinarea propunerilor britanice cu privire la Consiliul legislativ și legile constituționale ale Palestinei.
El și-a exprimat temerile că formularea actului constituțional și componența Consiliului legislativ al Palestinei vor fi influențate de politica pro-arabă adoptată de britanici. Conducerea sionistă i-a explicat că ea nu se poate împotrivi propunerilor britanice 
La 3 iunie 1922 britanicii au prezentat conducerii sioniste așa numita Carte Albă a lui Churchill, cunoscută și ca Prima Carte Albă cu privire la Palestina și i-au cerut să o aprobe până la data de 18 iunie. Jabotinski a părăsit Londra în grabă și a apucat să ajungă în Palestina cu o zi înainte de termenul impus de britanici. Weizmann i-a comunicat că orice încercare de a convinge pe britanici să schimbe ceva era inutilă și că respingerea Cărții Albe putea duce la o catastrofă.  Weizmann a votat pentru acceptarea Cărții, iar Jabotinski -contra. În cele din urmă, Cartea Albă a fost acceptată de către conducerea sionistă, iar conținutul ei a fost publicat la 1 iulie 1922. Ea prevedea limitarea imigrării evreilor in Palestina potrivit cu capacitatea economică a țării de a-i absorbi, de asemenea Transiordania era scoasă din domeniul Palestinei sub mandatul britanic prevăzut de Declarația Balfour. 
Jabotinski era foarte nemulțumit de lipsa de hotărâre a conducerii sioniste în ce privește limitele activității ei. El a cerut ca Comitetul Executiv să reprezinte iarăși, așa cum se cuvenea, mișcarea sionistă, și să formuleze în mod răspicat și oficial obiectivele și politica acesteia în fața Guvernului regal britanic. El cerea să se pretindă schimbarea politicii britanice în Palestina care era în ochii săi dăunătoare. Jabotinski, privit ca un „enfant terrible”, își văzu respinse propunerile. În acel moment își prezentă demisia. 
În cursul anului 1922 Jabotinski a început să lucreze la ziarul în limba rusă „Razsviet” (Aurora) de la Berlin, și a publicat în paginele lui primele articole care au servit drept baza învățăturii sioniste revizioniste. În toamna anului 1923 gazeta l-a trimis în țările baltice pentru a ține o serie de conferințe și cuvântări în fata studenților și a asociațiilor de tineret sionist. Cu această ocazie el a întâlnit numeroși suporteri ai acțiunilor și ideilor sale în legătură cu detașamentele militare evreiești și politica Organizației Sioniste.  
Atunci a publicat Jabotinski articolul Despre zidul de fier (Noi și arabii) În acest articol Jabotinski a subliniat că arabii din Palestina sunt o „națiune plină de vitalitate” și că nu există nici o perspectivă ca ei să-și dea consimțământul la procesul de realizare a aspirațiilor sioniste în Palestina. Pentru ca ei să-și piardă orice speranță în posibilitatea de „a se dezbăra ” de sioniști și de proiectul lor, este necesară construirea a ceea ce el a numit simbolic un „zid de fier” - detașamente evreiești sub comandă britanică ca parte din forța militară colonială a Regatului Unit în Orientul Mijlociu, care să funcționeze ca un front întărit din punct de vedere al forței militare și al susținerii intransingente a poziției sioniste. Acest articol a devenit o parte a învățăturii lui Jabotinski după care ideea sionistă nu poate fi realizată decât în cadrul imperialismului britanic și era considerată unul din stâlpii ideologici ai taberei lui Jabotinski în curs de cristalizare.
La 27 decembrie 1923 sub îndrumarea și influența lui Jabotinski, a luat ființă la Riga, în capitala Letoniei, Liga Yosef Trumpeldor - Brit Yosef Trumpeldor, organizație de tineret sionist cunoscută prin numele ei prescurtat „Beitar”. În cursul anilor 1923-1924  Jabotinski a desfășurat o intensă activitate de propagandă politică în sprijinul unei „revizii” a tuturor acțiunilor Organizației Sioniste și opusă Agenției Evreiești lărgite. În 1924 Jabotinski s-a stabilit la Paris  și a mutat acolo gazeta „Razsviet”, al cărei redactor șef a devenit. La 19 decembrie 1924 a apărut primul număr parizian al gazetei sub redacția sa.

## Președinte al Sionismului revizionist și comandant al „Betar”
În aprilie 1925 s-au întrunit la Paris delegați ai grupurilor susținătoare ale poziției lui Jabotinski în cadrul mișcării sioniste, și s-au intitulat pentru prima dată „Sionism revizionist” iar mai apoi la o conferință convocată de Jabotinski la Paris s-au organizat în Liga Sioniștilor Revizioniști - Brit Hatzionim Harevizionistim pe scurt „Hatzahar”. Aceasta a fost definită ca o mișcare în cadrul Organizației Sioniste. Jabotinski s-a întors atunci în Organizația Sionistă ca reprezentant al noii sale fracțiuni și în 1924 ca delegat din partea sioniștilor revizioniști din Palestina la al XIV-lea Congres sionist.
La Paris Jabotinski s-a asociat  dr-ului Shmuel Perlmann (în viitor, redactor al ziarului „Haaretz”) proprietarul casei de editură „Hasefer”. Împreună, ei au publicat manuale și cărți auxiliare pentru școlari în limba ebraică. Între acestea au făcut parte două cărți novatoare - al doilea atlas apărut în limba ebraică (multă vreme considerat din greșeală cel dintâi) (1925), precum și  cartea „Kol Bo”, un fel de almanah pentru tineret, de asemenea, în ebraică, conținând numeroase informații de știință și geografie, biografii ale celor mai renumiți evrei, reguli de politețe, reguli de pronunțare corectă a ebraicei moderne, după modul sefard, articole despre Detașamentele evreiești de apărare Gdudim ivriim, etc. Editura Hasefer, care își avea sediul la Londra a mai publicat și traduceri în ebraică, precum Sherlock Holmes de Arthur Conan Doyle și ”Prizonierul din Zenda” (Hashavuy miTzenda) de Anthony Hope.       
Jabotinski era convins ca pârghia principală a vieții publice este tineretul (Haaretz, 3 noiembrie 1921)  și a investit multă strădanie în cultivarea organizației Betar, ai cărei pionieri erau, în ochii săi, „fiii viselor și gândurilor mele” (Bney halomay usvaray). Aceștia urmau să fie educați în spiritul principiilor sale: devotament față de ideea statală în locul celei de clasă (negarea intricării dintre sionism și socialism), purtare aleasă sau eleganță (în ebraică „Hadar”) în toate,  educație de pionier și instrucție militară.  Se spunea despre Jabotinski că, dacă  și-a dăruit întreg talentul și puterea mișcării sioniste, pentru mișcarea de tineret Beitar, el și-a dat întreaga suflare.
Membrii Beitar obișnuiau să-l numească nu după numele său propriu său de familie, ci „Rosh Betar”,  „conducătorul Beitar”, și aceasta și la trecerea multor ani după moartea sa.
Noul partid revizionist creat de Jabotinski cerea mișcării sioniste să recunoască drept obiectiv stabilirea unui stat evreiesc pe ambele maluri ale Iordanului. Ideologia sa contrasta cu cea a sioniștilor social-democrați , concentrându-și politica economică și socială pe idealurile clasei de mijloc europene. Idealul său pentru statul evreiesc viitor îl reprezenta un stat-națiune bazat într-o anumită măsură pe modelul britanic.
Jabotinski și-a creat o bază de suport mai ales in Polonia, reînviată după primul război mondial, și unde se afla cea mai mare concentrare de populație evreiască. Eforturile sale urmăreau mai ales obținerea sprijinului britanic în asistarea dezvoltării Ishuvului, adică a colectivității evreiești din Palestina. O altă țară cu o minoritate evreiască însemnată unde a recrutat un sprijin intens a fost Letonia,care își dobândise autodeterminarea în urma războiului mondial. Cuvântările înflăcărate în limba rusă ale lui Jabotinski au făcut acolo o deosebită impresie asupra evreilor letoni, în majoritatea lor rusofoni. 
Jabotinski era în același timp un naționalist și un liberal democrat. În ciuda atașamentului său la naționalism, nu a adoptat noțiunea de supremație a autorității de stat și a impunerii ei față de libertatea individuală. El obișnuia să spună: Fiecare individ este rege (Kol yahid hu meleh). A apărat noțiunea de presă liberă și a crezut de cuviință că noul stat evreiesc este chemat să protejeze drepturile și interesele minorităților. Posesor al unei viziuni economice liberale, a sprijinit ideea unei pieți libere cu minimă intervenție guvernamentală, dar credea că este de datoria statului să asigure „nevoile elementare" ale persoanei medii...: „cele cinci M” (în ebraică:mazon, maon, malbush, morè, marpé): hrană, acoperiș, îmbrăcăminte, oportunitatea de a da educație copiilor și ajutorul medical în caz de boală.

## Activitatea literară de după primul război mondial
După 1923 Jabotinski a fost redactorul șef al săptămânalului evreiesc în limba rusă Rassvet (Zori), publicat la început la Berlin, apoi la Paris. În afara activității sale de ziarist, el a publicat în limba rusă și romane, sub vechiul său pseudonim „Altalena”. Romanul său „Samson Nazorei” (Samson Naziritul) (1927) a cărui acțiune se desfășoară în vremurile biblice, a fost urmat mai târziu de „Cei cinci” (Piatero) scris în 1935 și publicat în 1936, și care ar putea fi numit pe drept marele roman al Odessei... el conținând descrieri poetice ale Odesei din începuturile timpurii ale secolului al XX-lea, cu portrete gravate de nostalgie ale ulițelor și aromelor, ale personajelor și pasiunilor sale" (Charles King)
Deși la vremea respectivă nu s-au bucurat de un mare ecou, aceasta fiind și perioada căderii spațiului rus și ucrainean sub dominația regimului comunist, calitățile literare ale scrierilor lui Jabotinski în limba rusă au beneficiat de o reînnoită apreciere după căderea comunismului. După retipărirea lor în Rusia și Ucraina, ele au început să fie traduse prima dată și în engleză (2005) și alte limbi străine.

## „Zidul de fier”
În noiembrie 1923 Jabotinski a publicat un text fundamental în gândirea sa politică:Zidul de fier, în ebraică - Homat barzel. În acest text Jabotinki critică activitatea curentului sionist majoritar și încearcă sa promoveze o strategie alternativă în Palestina. 
În centrul reflexiunilor sale stă împotrivirea arabă la sionism, care, în opinia sa, nu va putea decât să se amplifice odată cu colonizarea agricola și urbană evreiască. El își pune întrebarea cum trebuie sioniștii să reacționeze la această situație:
„Pe plan emoțional, eu am pentru arabi aceleași sentimente ca față de alte popoare: o indiferență politicoasă. Pe plan politic [...] consider că este absolut imposibil de a expulza, în vreun fel, arabii din Palestina, și întotdeauna, vor trăi în ea doua popoare”
 
Dar Jabotinski accentuează faptul ca evreii nu pot să-și facă iluzii:
„Arabii din Palestina nu vor consimți niciodată la transformarea Palestinei arabe într-o țară cu majoritate evreiască [...] Cititorul poate să treacă în revistă toate exemplele de colonizare în alte regiuni. Nu va găsi niciunul în care ea să fi fost realizată cu acordul indigenilor”
Jabotinski își bate joc de aceia care îi consideră pe arabi drept proști care pot fi înșelați. [...]. Ei sunt la fel de fini psihologi ca noi. Orice li s-ar povesti, ei citesc la fel de bine inima noastră ca noi pe a lor. 
Cei care cred posibil un acord cu arabii, cred că aceștia vor fi dispusi să-și dea țara evreilor în schimbul unei promisiuni de egalitate și de ameliorare a nivelului de viată. În prizma lui Jabotinski, aceasta este o credință ridicolă, si cei care cred aceasta au de fapt un «dispreț fundamental» pentru arabi. Ei nu văd, la urma urmei, în arabi decât o populație avidă, dispusă să-și vândă patria pentru o linie de cale ferată. [...]  Palestina nu va rămâne în ochii lor nimic mai puțin decât centrul și baza existenței lor naționale.
Sionismul va trebui,deci, să se impună cu ajutorul unui Zid de fier, adică o oaste evreiască. Aici Jabotinski a reluat vechea temă a „legiunii evreiești” aflată în inima analizei sale politice: sionismul va trebui să se impună prin forță. 
El nu respinge ideea cooperării cu Regatul Unit:îi dorește ajutorul pentru zidirea acestui Zid de fier. El nu respinge nici ideea unui acord cu arabii. Din contră, el este gata sa discute cu ei chestiunea 
„unei garanții contra expulzării, precum și a egalității în drepturi.[...]. Eu cred și sper că vom putea sa le dăm aceste garanții [...]. dar singurul mijloc de a ajunge la aceasta este Zidul de fier”
Nu va putea exista un acord decât atunci când raportul de forțe va fi, în mod clar, în favoarea sioniștilor: 
„Cu alte cuvinte, singurul mijloc de a obține un acord în viitor, este cel de a renunța cu totul la obținerea unuia în prezent”
Dorința de a stabili un raport de forțe pe teren, nu este specifică lui Jabotinski. Conducătorii sioniști de toate obediențele vedeau în Aliya, emigratia evreiască în Palestina și în organizația de apărare Hagana instrumentele acestui raport de forțe.
Specificul vederii lui Jabotinski este insistența sa asupra aspectului militar al creării raportului de forțe necesar.

## Continuarea activității politice după 1925
În 1926 Jabotinski a condus o nouă campanie de propagandă sionistă in Europa. Cu ajutorul președintelui Fondului Național Evreiesc (Keren Kaymet), Menachem Ussishkin, a obținut invitația Fondului de a veni în octombrie 1925 în Palestina pentru a realiza un film documentar " Gantzori" - despre viața evreilor reasezati în Palestina. Sosirea sa a fost așteptată cu mare emoție atât în rândurile adepților săi, cât și în cele ale adversarilor. La Ierusalim, Haifa și Tel Aviv publicul a asaltat auditoriile pentru a-l auzi. În cursul vizitei el a luat parte la Prima conferință pe țară a Organizației Sioniste Revizioniste și s-a întâlnit pentru ultima oară cu Ahad Haam , căruia i-a expus concepțiile sale, de asemenea, a luat parte la lucrările Comitetului Național (Vaad Leumi) care, sub influența sa, a adresat autorităților britanice cererea de a recruta o unitate militară evreiască. 
În decembrie Jabotinski s-a întors la Paris și a convocat acolo a II-a conferință a Organizației Sioniste Revizioniste, care, la propunerea sa, a decis transformarea organizației Betar dintr-un centru propagandistic cu sediul la Riga într-o Organizație mondială a tineretului sionist revizionist. De la Paris, Jabotinski a plecat în Statele Unite, apoi în Balcani, pentru noi campanii de informare a publicului evreiesc, care s-au soldat cu alăturarea de noi membri la Organizația Sionistă Revizionistă. În alegerile pentru al XV-lea Congres Sionist din anul 1927  fracțiunea revizionistă a crescut. Jabotinski însuși a condus lista nr.3  care a fost aleasă cu sprijinul unor sioniști din Galați, și a fost ales delegat la congres.
În decembrie 1927 a revenit la Paris. În acea perioadă situația economică și securitară în Palestina era relativ bună, dar apelurile repetate ale lui Jabotinski, dintr-o perspectivă pesimistă, la creșterea emigrației și a așezării evreilor în Palestina, au fost în zadar. În acele zile, i-a fost  greu să-și găsească surse de subzistență. Era boicotat de gazetele sioniste, iar presa revizionistă nu avea mijloace de a-i plăti un salariu. În 1928 el a publicat romanul „Samson Naziritul”, despre eroul biblic, în care el voia sa vadă un model pentru tipul de evreu nou, spre care aspira.
Ordinul „Bnei Zion” din Statele Unite i-a propus în acel moment să conducă în Palestina compania sa de asigurări Yehuda. . El a acceptat propunerea și în ajunul sărbătorii Sukot din anul 1928 s-a reîntors în Palestina., familia urmând să i se alăture curând. 
După venire s-a trezit cu un potop de atacuri vehemente din partea cercurilor arabe si ale celor evreiești de stânga. În fața Comitetului Național el a ținut un discurs în care și-a exprimat neîncrederea în Organizația Sionistă și a propus crearea unei misiuni permanente sioniste la Londra. Dezbaterile în jurul acestei chestiuni nu au dus la vreun rezultat. Pentru scurt timp, s-a consacrat muncii de redactor la gazeta locală ebraică Doar Hayom (Poșta zilei) unde s-a înconjurat de jurnaliști simpatizanți ai sionismului revizionist. . În cele din urmă s-a întors în Europa pentru a lua parte la a III-a conferință a sionismului revizionist la Viena.   
În ianuarie 1929 a revenit in Palestina. În acel an înființase „Asociația Dominionului ebraic”. În condițiile împotrivirii Agenției Evreiești lărgite, relatiile lui Jabotinski cu stânga sionistă s-au înrăutățit simțitor.  
La adunarea reprezentanților la Tel Aviv Jabotinski s-a opus alegerii delegaților din Palestina pentru Conferința Agenției Evreiești lărgite. După ce și-a rostit cuvântarea, a izbucnit o dispută furtunoasă, care a degenerat într-un atac fizic împotriva lui Jabotinski și a câtorva din delegații săi. În iunie a plecat iarăși în Europa, ca delegat al fracțiunii sale la al XVI-lea Congres Sionist care s-a întrunit la începutul lui august 1928 la Zürich. În dramaticul său discurs la congres, Jabotinski a chemat la crearea unui stat evreiesc pe ambele maluri ale Iordanului, și a cerut guvernului Marii Britanii să anuleze Cartea Albă din anul 1922, să facă abstracție de împotrivirea arabilor față de aspirațiile sioniste și să ajute în mod activ la aplicarea Declarației Balfour.. De asemenea a atacat speranțele deșarte legate de guvernul Ramsay MacDonald și inițiativa de lărgire a Agenției Evreiești prin cooptarea de reprezentanți nesioniști.
În vremea Congresului sionist, în Palestina a crescut ațâțarea împotriva sa în rândurile arabilor și a unor cercuri evreiești. În noiembrie, rentors în țară, pentru scurt timp, și a dorit să depună mărturie în fața Comisiei Shaw care a anchetat tulburările arabe din acel an, dar conducerea sionistă l-a împiedicat, susținând că militanți Beitar ar fi răspunzători de declanșarea tulburărilor arabe. Într-un miting la care au luat parte 6.000 persoane la Tel Aviv,  Jabotinski a criticat cu asprime concesiile făcute arabilor și politica urmată de Organizația Sionistă. Înaltul Comisar britanic al Palestinei și-a făcut cunoscută nemulțumirea în legătură cu discursul său.     
Jabotinski a plecat apoi într-o vizită la comunitățile evreiești din Africa de Sud. După ce a plecat, autoritățile mandatare britanice nu i-au mai acordat viza de intrare în Palestina și de atunci nu s-a mai putut întoarce în țară până la sfârșitul vieții.   
Noua Organizație Sionistă a luat ființă în 1935, prin desprinderea lui Jabotinski din Organizația Sionistă Mondială, nemulțumit de îndepărtarea acesteia din urmă de idealul lui Theodor Herzl. Prin intermediul acestui nou organism, au emigrat spre Palestina foarte mulți evrei din Europa de Est (legal și ilegal).
În 1932 la Paris Jabotinski a fost inițiat în francmasonerie, în cadrul Marelui Orient al Franței, dar numele său a fost șters din scriptele organizatiei „pentru a fi introdus metale în Templu”, adică, ar fi făcut politică în cadrul lojei..

## Decesul și înhumarea

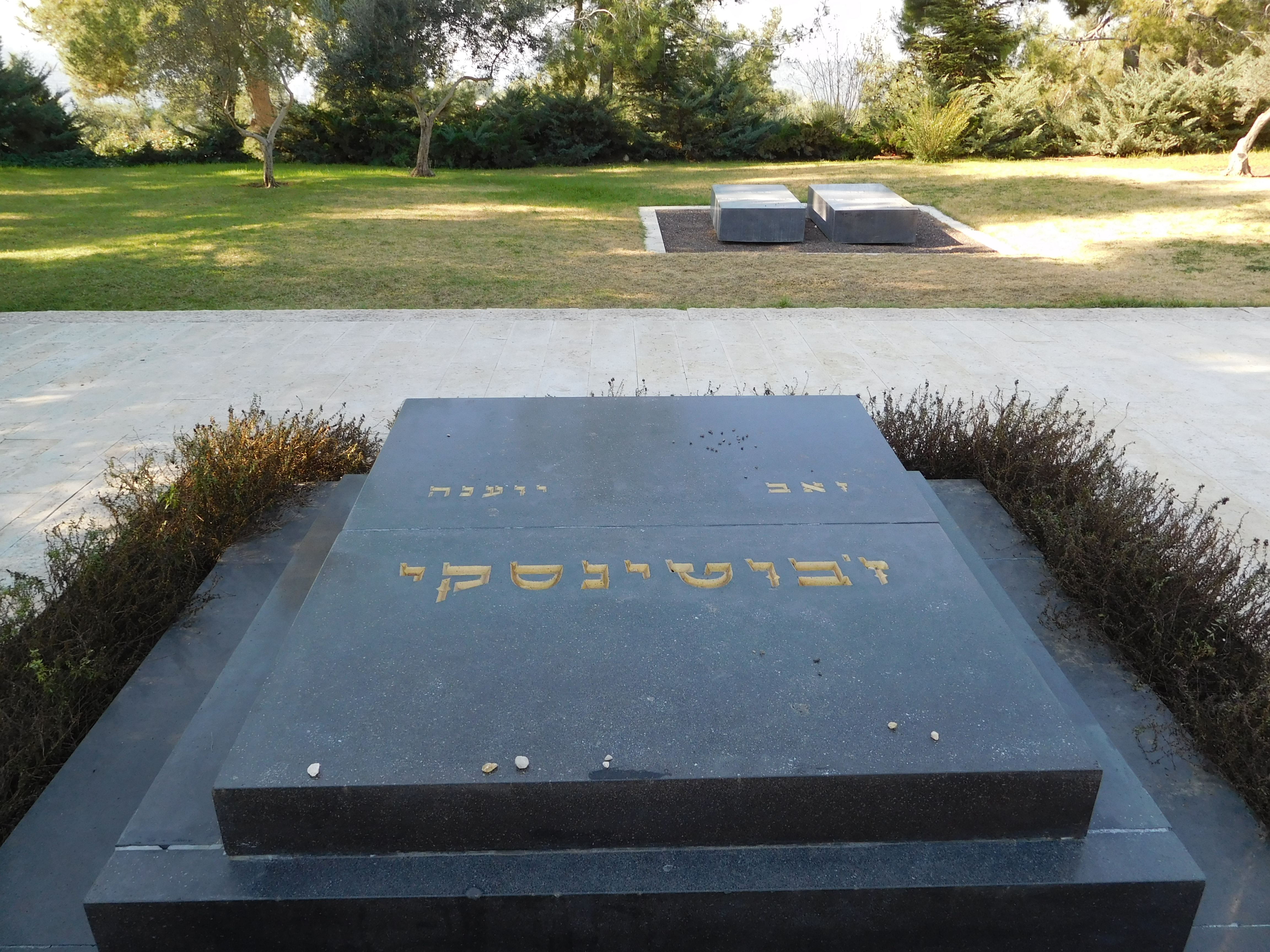
Mormântul lui Zeev și al Ioannei Jabotinski în Panteonul național al Israelului de pe Muntele Herzl din Ierusalim

În preajma celui de al doilea război mondial, Jabotinski a căutat să convingă guvernul român să intervină pe lângă Marea Britanie pentru reducerea îngrădirilor severe impuse evreilor în ce privește stabilirea în Palestina
În timpul primilor ani ai celui de-al Doilea Război Mondial Jabotinski a plecat în Statele Unite cu o delegație a Organizației Sioniste Revizioniste în scop de relații publice în favoarea înființării unei armate evreiești.
Jabotinski a murit de infarct miocardic în vara anului 1940, la data ebraică de 29 Tamuz (4 august 1940) în timpul unei vizite într-o tabără a tineretului Betar în regiunea New York. Doar el știa ca era în ultima vreme suferind de inimă. Moartea lui subită i-a surprins atât pe partizanii cât și pe adversarii săi. Gazeta „Hegge” a publicat anunțul morții sale în termenii următori: S-a oprit inima năvalnică a lui Zeev Jabotinski, furtunoasă și năvalnică în opinia publică evreiască din ultimii 14 ani, furtunoasă, năvalnică și emoționantă". După relatarea ziarului ebraic „Davar” din Tel Aviv din 8 august 1940, poliția orașului New York a raportat despre „cortegiul funerar cel mai mare văzut în oraș”.
Jabotinski a fost înhumat în Cimitirul evreiesc New Montefiore din Long Island.
Ultima sa dorință, formulată în scris în noiembrie 1935 prevedea ca rămășițele sale pământești sa fie transportate în Țara Israel numai prin hotărârea viitorului guvern evreiesc. În primii ani de existență a Statului Israel, guvernul lui David Ben Gurion nu consimțit să o îndeplinească. După cum s-a exprimat Ben Gurion, Israelul „nu are nevoie de oseminte.”
Abia la 15 martie 1964 a permis noul prim ministru, Levi Eshkol, transferarea osemintelor lui Jabotinski și ale soției sale, Yoanna, în Israel. Sicriul lui Jabotinski a fost expus în piața Hebert Samuel din Tel Aviv și un lung rând de oameni veniți să-i dea omagiul, s-a înșirat de la Piața Moshavot și până la Piața Herbert Samuel.
Jabotinski a fost in cele din urmă îngropat în parcela rezervată familiei sale în Panteonul național de pe Muntele Herzl din Ierusalim, alături de soția și fiul său, nu departe de mormântul fondatorului sionismului politic, Theodor Herzl.
În fiecare an de ziua aniversarii morții lui Jabotinski, are loc pe Muntele Herzl o ceremonie oficială de comemorare.
Fiul său, Ari Jabotinski (1910-1969) a fost deputat în parlamentul israelian Knesset din partea Mișcării Herut.

## Subiecte de controversă
Zeev Jabotinsky a fost un admirator al Italiei lui Garibaldi și Mazzini, și deși a fost acuzat de adversarii săi de admirație pentru Mussolini, spre deosebire de intelectuali și lideri din statele democratice europene sau de lideri sioniști ca Haim Weizmann, nu l-a întâlnit niciodată pe Mussolini. El a ajuns la un acord cu Roma lui Mussolini, așa încât în 1934 guvernul fascist italian, în pofida orientării sale proarabe , a permis aripii de tineret a organizației lui să deschidă între anii 1934-1938 o școală navală pentru evreii palestinieni la Civitavechia. A fost cel dintâi conducător al organizației de tineret a acestui curent al sionismului revizionist, numită Beitar (Brit Yosef Trumpeldor - Uniunea Yosef Trumpeldor), comandantul Organizației Militare Naționale evreiești (Irgun Tzvaí Leumí) din Palestina mandatară, cunoscută sub numele prescurtat Etzel sau Irgun, și președintele Noii Organizații Sioniste, fracțiunea revizionistă scindată din Organizația Sionistă. A murit în exil în S.U.A. În urma acuzării în 1933 a doi membri ai sionismului revizionist de participare (nedovedită) la asasinarea liderului laburist Haim Arlosoroff, această mișcare a fost înfierată de către oponenții ei ca fiind „fascistă” în ideologie și metode politice. Acuzele au devenit încă și mai vocale atunci când în perioada interbelică și înaintea începerii celui de-al doilea război mondial, Jabotinsky a căutat în scopul salvării evreilor europeni acorduri cu guverne și mișcări europene fasciste sau naționaliste atât din occidentul (Italia) cât și din răsăritul european (Polonia, Ucraina). După moartea sa, atacurile teroriste ale organizațiilor paramilitare ale sionismului revizionist contra administrației coloniale britanice sau contra populației autohtone palestiniene (printre care s-a remarcat un masacru de săteni palestinieni la Deir Yassin, care, alături de efortul panarab de cucerire a Palestinei în anii 1948-1948, a contribuit la antrenarea exodului palestinienilor de pe teritoriul ancestral) și contra unor înalți funcționari britanici și ai O.N.U. (au asasinat pe lordul Moyne și pe trimisul special al O.N.U.în Orientul Mijlociu, contele Folke Bernadotte), acțiuni violente care, în toiul ostilităților arabo-evreiești s-au soldat cu sute de victime, n-au făcut decât să întărească imaginea de extremiști ai membrilor acestor miliții de dreapta.
Acțiunile menționate mai sus nu aveau, însă, legătură cu vreo ideologie fascistă, și Jabotinski însuși, (care era de altfel, deja decedat în anul 1940) ca democrat convins, a fost cu totul opus unei asemenea ideologii.

## Moștenirea lui Zeev Jabotinski
În cursul activității sale în mișcarea sionistă Jabotinski s-a ridicat, de pe o poziție rămasă în minoritate, împotriva curentelor care dominau mișcarea. S-a împotrivit caracterului socializant sau social-democrat al sionismului și al colonizării evreiești din Palestina, împotriva politicii prea conciliante în ochii săi in negocierile cu britanicii și contra liniei de reținere a reacției față de violența taberei arabe. Spre deosebire  de curentul dominant din mișcarea sionistă, care punea accentul pe valorile așezării agricole și ale dezvoltarii țării, Jabotinski a considerat necesară accentuarea dimensiunii militare și a dreptului evreilor de a folosi forța în lupta pentru patria lor. El a propovăduit crearea unei armate evreiești legitime și independente în Palestina - viziune pe care nu a apucat să o vadă tradusă în fapte.
De fapt, deși nu a recunoscut aceasta în public, David Ben Gurion, rivalul său, a adoptat de fapt concepția Zidului lui Jabotinski, puterea militară a evreilor din Palestina bazându-se în ochii săi pe trei factori:disuasiunea (Hartaá), alerta (Hatraá), și tranșarea (hakhraá)  

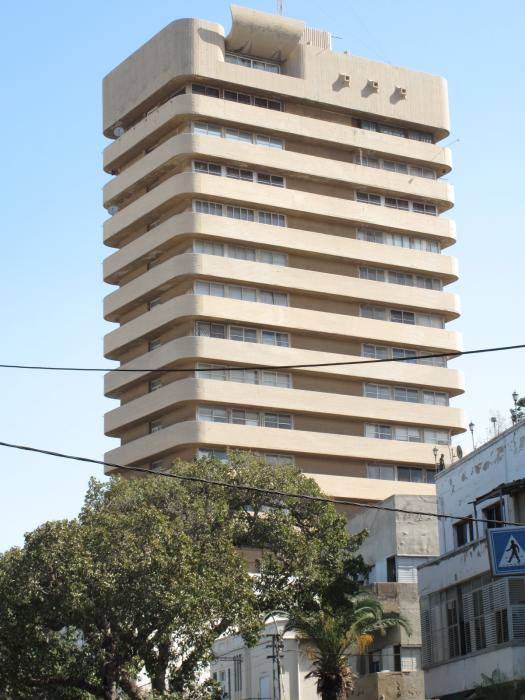
Casa Jabotinski din Tel Aviv, cunoscută și ca Citadela Zeev, a servit drept sediu central al Mișcării Herut și, apoi, în prezent, al partidului Likud, de asemenea este sediul Institutului Jabotinski

Prin elanul credinței sale nestrămutate în dreptatea cauzei naționale evreiești Jabotinski a atras mulți susținători și admiratori. În jurul ideilor, scrierilor și staturii sale s-a cristalizat un curent politic întreg în cadrul mișcării sioniste. În schimb s-a lovit în rândurile conducătorilor mișcării sioniste și ale poporului și de o mare împotrivire față de alegerea unei linii adesea opoziționiste și față de critica acerbă a poziției oficiale a mișcării sioniste și a instituțiilor legale ale colectivității evreiești din Palestina. Deși inițial a făcut parte din conducerea sionistă, divergențele profunde dintre el și ceilalți conducători ai Organizației Sioniste l-au condus la sciziune și la crearea unei Organizații Sioniste „alternative  ” - sionismul revizionist. Mulți în mișcarea sionistă „muncitorească” (de sorginte socialistă și social-democrată) au văzut în el și în mișcarea pe care a fondat-o dușmani ideologici, și ostilitatea dintre tabere a dăinuit mulți ani după dispariția lui.
Din cauza liniei dure, opusă compromiselor, în domeniul politic și a poziției tenace față de violența taberei naționale arabe, a opoziției față de socialism, și din cauza ponderii pe care o dădea factorului militar, Jabotinski este considerat drept unul din părinții dreptei sioniste israeliene, care s-a aflat zeci de ani în opoziție față de mișcarea cu profil sionist social democrat.  Majoritatea valorilor Mișcării Herut (Mișcarea pentru Libertate), iar mai apoi ale partidului de centru-dreapta Likud  din Israel se inspirau din gândirea lui Jabotinski. Conducătorul Herutului, și apoi al Likudului, Menachem Beghin i-a fost discipol. Și liderul israelian de centru-dreapta din anii 1990-2010, Binyamin Netanyahu, al cărui tată, Bentzion Netanyahu, a fost o vreme secretarul lui Jabotinski, a crescut în spiritul sionismului revizionist. În anii 2010 micul partid „Israel Vatra noastră”  (Israel Beitenu) se consideră și el un continuator al drumului lui Jabotinski.

## Citate
- 1923 „Niciodată nu vom încerca să îndepărtăm pe cineva din locuitorii țării noastre”
- 9/11/1933 (scrisoare către Israel Rozov, unul din colaboratorii săi în conducerea Betar)

„Nu îmi pot imagina nici un fel de muncă în afara celei colegiale; și dacă mâine voi primi cu un vot mai puțin decât tovarășii mei,fără nici un sentiment de ofensă mă voi alătura lui ca aghiotant... Doar n-ai să crezi, că acum, la bătrânețe, am să mă dezic de toate principiile cu care noi am crescut, și am să mă las ahtiat după titlul de conducător, pe care îl disprețuiesc până la greață””
.
- despre importanța ceremoniilor -
- 1938 -„Tineretul (evreu n.n.) palestinian, și mai ales școlarii fac impresia dezolantă de necioplire și mitocănie: ei au abolit din viața lor noțiunea de „ceremonie” - trebuie să o renaștem. Căci demnitatea (n.n.în ebraică  - „hadar”) este însușirea care distinge pe sălbatic de civilizat. Deprindeți-i pe membrii Betar cu partea ceremonioasă a vieții cotidiene - învățați-i să îmbrace cu demnitate funcțiile cele mai triviale ale vieții - să pășească cu demnitate, să vorbească și să mănânce cu demnitate”.
- „Democrația înseamnă libertate. Și o stăpânire sprijinită de majoritate poate să nege libertatea, și acolo unde libertatea individului nu este garantată, nu există democrație. Aceste contradicții trebuie împiedicate, ... pentru a ajunge la un asemenea regim în care minoritatea să nu fie lipsită de apărare. Scopul democrației este să asigurea minorității o influență asupra conducerii treburilor statului. La urma urmei minoritatea nu e compusă din altceva decât din indivizi creați „după chipul și asemănarea lui Dumnezeu””
- „Identificarea esenței democrației și a libertății cu dominația majorității este o stupiditate”
- „Testul democrației nu stă în formularea paragrafelor legii: în Franța femeile nu au drept de vot, în Marea Britanie există Camera Lorzilor a căror calitate de membri se transmite prin moștenire, iar în Statele Unite puterea executivă e predată în mâinile unui singur om. Însă, nu acestea sunt esența. Tot ce trebuie de testat sunt două puncte decisive: primul, dacă în statul respectiv, individul este considerat suveran, libertatea lui e considerată legislația optimă, iar dreptul statului de a limita libertatea e rezervat doar în caz de necesitate absolută, sau, statul își conferă prerogativa de a ghida orice aspect din viața și activitatea individului; al doilea:dacă în acest stat se păstrează libertatea oricărui om care critică public regimul, sau acest drept este interzis. Aceste două criterii sunt suficiente pentru a distinge între democrație si inversul ei”
- „În statul evreiesc va fi nevoie să se ajungă la o formă de regim în care minoritatea să nu fie lipsită de apărare”
- „ Dacă am avea în țară o majoritate evreiască, va trebui, înainte de toate, să creăm o situație de egalitate totală, absolută și desăvârșită în drepturi, fără nici o deosebire pentru evreu, ori arab, ori armean ori german-nici o deosebire în fața legii-toate drumurile să fie deschise în fața lui”

## Cărți publicate
- Turcia și Războiul (Londra, T.F. Unwin, Ltd., 1917)
- O ediție de buzunar a câtorva povestiri reacționare (Paris, 1925)
- Samson, nazarineanul (Londra, M. Secker, 1930)
- Bătălia pentru Ierusalim. Vladimir Jabotinski, John Henry Patterson, Josiah Wedgwood IV, Pierre Van Paassen explică de ce o armată evreiască este indispensabilă pentru supraviețuirea națiunii evreiești și conservarea civilizației mondiale (American Friends of a Jewish Palestine, New York, The Friends, 1941)
- Istoria Legiunii Evreiești (New York, B. Ackerman, 1945)
- Războiul și evreii (New York, The Dial Press, 1942)
- Cei cinci - o nuvelă despre viața evreilor din Odessa începutului de secol (traducere, 2005)